# Новокозловське
Новокозловське (рос. Новокозловское) — село у Барабінському районі Новосибірської області Російської Федерації.
Входить до складу муніципального утворення Козловська сільрада. Населення становить 606 осіб (2010).

## Історія
Згідно із законом від 2 червня 2004 року органом місцевого самоврядування є Козловська сільрада.

## Населення
| 2002 | 2007 | 2010 |
| ---- | ---- | ---- |
| 730  | ↗758 | ↘606 |